# Dissosteira carolina
Dissosteira carolina là một loài côn trùng cánh thẳng trong họ Acrididae. Chúng xuất hiện khá phổ biến ở vùng Bắc Mỹ.